# Антибольшевистская лига
Антибольшевистская лига (нем. Antibolschewistische Liga), также Лига защиты немецкой культуры (нем. Liga zum Schutze der deutschen Kultur) — ультраправая антикоммунистическая организация Веймарской Германии. Создана в декабре 1918 года по инициативе католического активиста, ультраправого солидариста Эдуарда Штадтлера. Наиболее активно действовала в период германской революции. Сыграла важную роль в подавлении марксистского движения 1918—1919, консолидации правых сил, формировании идеологии немецкого фашизма 1923-1925 годов.

## Инициатива антибольшевистского отпора
Инициатором создания Лиги выступил 32-летний Эдуард Штадтлер — ранее школьный учитель и активист католической партии Центр, вернувшийся из русского плена после окончания Первой мировой войны. В плену он пристально наблюдал Русскую революцию, затем был пресс-секретарём германского дипломатического представительства в Москве. Убеждённый антикоммунист Штадтлер выступал за силовое подавление большевизма.
1 ноября 1918 года Штадтлер выступил в Берлинской филармонии с докладом «Большевизм как всемирная опасность». Несколько дней спустя началась Ноябрьская революция. Штадтлер усмотрел в ней исключительно марксистскую опасность, распространение большевизма на Европу. Он немедленно приступил к организации действенной антикоммунистической структуры, сочетающей активность в массах с поддержкой промышленно-финансовой элиты.

## Задачи и активность
Антибольшевистская лига была учреждена 1 декабря 1918 года. В первоначальных задачах значилась ликвидация марксистского движения, защита частной собственности, отказ от парламентской системы, установление «целеустремлённой национальной диктатуры». В то же время Штадтлер формулировал общественную концепцию «христианско-национального социализма» — в духе католической социальной доктрины, солидаризма и идеологии фёлькише.

### Круг финансистов
10 января 1919 года директор Deutsche Bank Пауль Манкивиц провёл в авиаклубе Берлина встречу 50 высокопоставленных представителей промышленного, торгового и банковского бизнеса. В ней участвовали такие видные фигуры немецкой элиты, как Гуго Стиннес, Альберт Фёглер, Отто Генрих (Siemens-Schuckert), Эрнст Борзиг, Феликс Дойч (AEG), Артур Заломонзон (Disconto-Gesellschaft). С докладом о большевистской опасности и путях её устранения выступил Эдуард Штадтлер. Наиболее эффективное сотрудничество сложилось у Штадтлера со Стиннесом и Фёглером. (Ранее, 28 ноября, Манкивиц передал Штадтлеру первые 5 тысяч марок на политическую деятельность.)

Полагаю, после этой презентации любое обсуждение излишне. Я согласен с каждым пунктом выступления докладчика. Если немецкий промышленный, коммерческий и банковский мир не желает пожертвовать 500 миллионов марок на борьбу с означенной опасностью, то он не достоин называться немецкой экономикой. Я прошу господ выйти со мной в соседнюю комнату, чтобы там конкретно прояснить ситуацию.

Гуго Стиннес

### Оргструктура и действия
Первоочередной задачей Лиги являлась организационная и финансовая помощь фрайкорам. По воспоминаниям Штадтлера, он принял непосредственное личное участие в организации убийства Карла Либкнехта и Розы Люксембург. С декабря 1918 в Берлине прошла массированная пропагандистская кампания: тысячи плакатов и листовок Антибольшевистской лиги призывали к убийству лидеров «Союза Спартака». Были распространены две брошюры соответствующего содержания тиражом 50 тысяч и 100 тысяч экземпляров. Это сыграло важную роль в организации антимарксистского сопротивления. Члены Антибольшевистской лиги непосредственно участвовали в вооружённом противостоянии.
С Антибольшевистской лигой были аффилированы следующие организации:
- Generalsekretariat zum Studium und zur Bekämpfung des Bolschewismus — Генеральный секретариат по изучению и борьбе с большевизмом (генерирование идеологии и оперативное управление)
- Vereinigung für nationale und soziale Solidarität (Solidarier) — Объединение за национальную и социальную солидарность («Твёрдый ариец»)
- Antibolschewistenfonds — Антибольшевистский фонд (аккумулирование и применение финансовых средств)
- Vereinigung zur Bekämpfung des Bolschewismus — Ассоциация борьбы с большевизмом (всесословное антикоммунистическое движение)
- Bürgerratsbewegung — Движение гражданских советов (объединения средней и мелкой буржуазии, альтернативные марксистским Советам)
- Werbebüros für die Freikorps — Агитация за фрайкоры
- Studentenarbeitsstellen — Рабочие группы студентов
- Selbstschutzformationen — Отряды самообороны (военизированные формирования гражданских советов и консерваторов)
- Kassen der aktiven Truppen — Касса поддержки войсковой активности
- Контактные группы взаимодействия с правым крылом СДПГ

Отделения Лиги были созданы в Берлине, Гамбурге, Бремене, Дюссельдорфе, Эссене, Дрездене, Галле, Лейпциге, Бреслау, Кёнигсберге. Во всех этих городах распространялись печатные материалы, серия пропагандистских брошюр Antispartakus — "Анти-«Спартак», проведены публичные собрания, лекции, выступления антикоммунистических агитаторов. Штадтлер призывал «освободить все моральные и религиозные импульсы» в целях борьбы с большевизмом.

## Идеологический радикализм
Наряду с организационными, финансовыми и оперативно-силовыми мероприятиями, Антибольшевистская лига вела активную идеологическую пропаганду. Её особенностью были сильные популистские мотивы, напоминающие левую агитацию. Это вызывало серьёзное недовольство финансистов, но поддержка Стиннеса до весны 1919 укрепляла положение Штадтлера. С консервативно-революционных, антикоммунистических и антимарксистских позиций Антибольшевистская лига пропагандировала идеи Volksgemeinschaft — «Народного сообщества», католического национального социализма, обращалась к пролетарским и мелкобуржуазным массам.

Уже в первые месяцы после революционного свержения монархии началась контратака правого радикализма.

С февраля 1919 лидеры Антибольшевистской лиги — Эдуард Штадтлер, Эрнст Трёльч, Генрих фон Гляйхен-Русвурм, Йоахим Тибуртиус — стали призывать к концептуальной защите национальной культуры как фундаментальной основы германского общества (в качестве рупора использовалась католическая газета Germania). Вскоре Антибольшевистская лига была переименована в Liga zum Schutze der deutschen Kultur — Лигу защиты немецкой культуры.
По мере спада непосредственной опасности «советизации» Германии Лига всё более акцентировала солидаристские и национально-социалистические элементы своей идеологии. Штадтлер говорил об активной работе с профсоюзами и создании производственных советов. Многие бывшие спонсоры Лиги с возмущением отзывались о «социальной демагогии» Штадтлера. Уже в марте 1919 Штадтлер вынужден был покинуть руководство Лиги и сосредоточился на деятельности в Объединении за национальную и социальную солидарность.
Активная деятельность Лиги продолжалась до 1925 года. По оценкам соответствующих государственных служб, в 1919-1922 годах в акциях Антибольшевистской лиги приняли участие до 800 тысяч человек.
Стабилизация положения в Германии с середины 1920-х годов дезактуализировала праворадикальную активность, и деятельность Лиги постепенно сошла на нет. Впоследствии её организационные и идеологические наработки были использованы НСДАП.

## Исторические продолжения
Антибольшевистская лига являлась правой организацией «нового типа» — с оперативной уличной активностью, солидаристской идеологией, ориентацией на массовость, социальными акцентами программы. Во всём этом она предвосхитила не только НСДАП (особенно «левый нацизм» братьев Штрассеров) и фашистские движения 1920—1930-х, но и ультраправые движения после Второй мировой войны. По некоторым оценкам, идеология и практика организации Эдуарда Штадтлера нашли продолжение в структурах АБН и ВАКЛ.